# 卢克捷
卢克捷（1909年—1990年），男，安徽无为人，中国肛肠科专家，曾任北京市二龙路医院副院长，第六届全国政协委员。